# Либерполь (Пружанский район)
Либерполь (бел. Лібярполь) — хутор в Пружанском районе Брестской области Белоруссии. Входит в состав Зеленевичского сельсовета.
До 2006 года входил в состав Лысковского сельсовета

## Флора
В окрестностях хутора ботаниками были найдены такие редкие растения, как плющ обыкновенный (лат. Hedera helix), любка зелёноцветная (лат. Platanthera chlorantha), кадило сармацкое (лат. Melittis sarmatica), лилия кудрявая (лат. Lilium martagon), Ranunculus lanuginosus, бутень жёстковолосистый (лат. Chaerophyllum hirsutum), гладиолус черепитчатый (лат. Gladiolus imbricatus), чина гладкая (лат. Lathyrus laevigatus), ирис сибирский (лат. Iris sibirica), лук медвежий (лат. Allium ursinum), зубянка луковичная (лат. Dentaria bulbifera) и Drymochloa sylvatica.